# Bitwa na Morzu Koralowym
Bitwa na Morzu Koralowym – stoczona w dniach 4–8 maja 1942 roku pierwsza z wielkich bitew powietrzno-morskich podczas wojny na Pacyfiku w ramach II wojny światowej. Jedna z czterech bitew tego rodzaju stoczonych w 1942 roku na Pacyfiku, pomiędzy amerykańską i japońską marynarką wojenną. Pierwsza w historii bitwa lotniskowców i pierwsza też bitwa, w której okręty walczących stron pozostawały poza zasięgiem wzroku.
Po zdobyciu Malajów, Holenderskich Indii Wschodnich, Birmy, Singapuru, Filipin i Rabaul, celem zwiększenia swojej głębi strategicznej Cesarstwo Wielkiej Japonii rozpoczęło drugą fazę swojego planu operacyjnego, zmierzającą do zdobycia Nowej Gwinei, Nowej Brytanii, Aleutów, Fidżi i Samoa. Zgodnie z planem japońskiego sztabu generalnego marynarki, siły japońskie w pierwszej kolejności zająć miały wyspy Lae i Salamaua, Tulagi na Wyspach Salomona oraz Port Moresby we wschodniej Nowej Gwinei. Celem zajęcia Port Moresby, w operacji oznaczonej w Japonii jako „MO”, japońskie dowództwo skierowało na Morze Koralowe zespół desantowy oraz zespół dwóch lotniskowców, pod łącznym dowództwem admirała Shigeyoshi Inoue.
Celem utrudnienia Japonii podboju obszaru zachodniego Pacyfiku, dowodzący amerykańską Flotą Pacyfiku adm. Chester Nimitz skierował w obszar japońskiej operacji zespół dwóch lotniskowców pod dowództwem adm. Frank Fletchera. W wynikłej stąd bitwie lotniskowców między 4 a 8 maja 1942 roku, zatopione zostały japoński lotniskowiec lekki „Shōhō” oraz amerykański lotniskowiec „Lexington”, japoński zaś lotniskowiec „Shōkaku” oraz amerykański „Yorktown” zostały uszkodzone.
Mimo większych strat materialnych po stronie amerykańskiej, bitwa zakończyła się amerykańskim zwycięstwem, spowodowała bowiem anulowanie przez adm. Inoue operacji „MO”, i podjęcie przez japońskie dowództwo decyzji o ataku na Port Moresby od strony lądu na tzw. szlaku Kokoda. Wśród strategicznych implikacji bitwy, było także wyłączenie lotniskowców „Shōkaku” i „Zuikaku” z przygotowywanej przez adm. Isoroku Yamamoto operacji „MI”, co miało duże znaczenie podczas bitwy pod Midway miesiąc później.

## Przyczyny

### Ekspansja imperium japońskiego
7 grudnia 1941 r. japońskie lotniskowce zaatakowały okręty Floty Pacyfiku Stanów Zjednoczonych stacjonujące w bazie morskiej Pearl Harbor na Hawajach. Atak zniszczył lub uszkodził większość pancerników amerykańskiej floty na Pacyfiku i stał się bezpośrednią przyczyną wojny pomiędzy oboma państwami. W oczach przywódców Japonii wojna ta miała na celu zneutralizowanie amerykańskiej floty, zajęcie terytoriów bogatych w zasoby naturalne oraz zyskanie strategicznie położonych baz wojskowych, które ułatwiłyby obronę rozległego imperium. W tym samym czasie co atak na Pearl Harbor, Japończycy przeprowadzili uderzenie na Malaje Brytyjskie, co w naturalny sposób doprowadziło do przyłączenia Wielkiej Brytanii, Australii i Nowej Zelandii do walki po stronie Stanów Zjednoczonych i stworzenia jednolitego frontu aliantów w wojnie przeciwko Japonii. W świetle zapisów „Ściśle Tajnego Rozkazu Nr 1” Połączonej Floty Japońskiej Cesarskiej Marynarki Wojennej (ang. Imperial Japanese Navy – IJN), datowanego na 1 listopada 1941 r., celami początkowych działań strony japońskiej w tej wojnie było „(wyrzucenie) brytyjskich i amerykańskich sił z Indii Holenderskich i Filipin (i) ustanowienie polityki autonomicznej samowystarczalności i gospodarczej niezależności”.

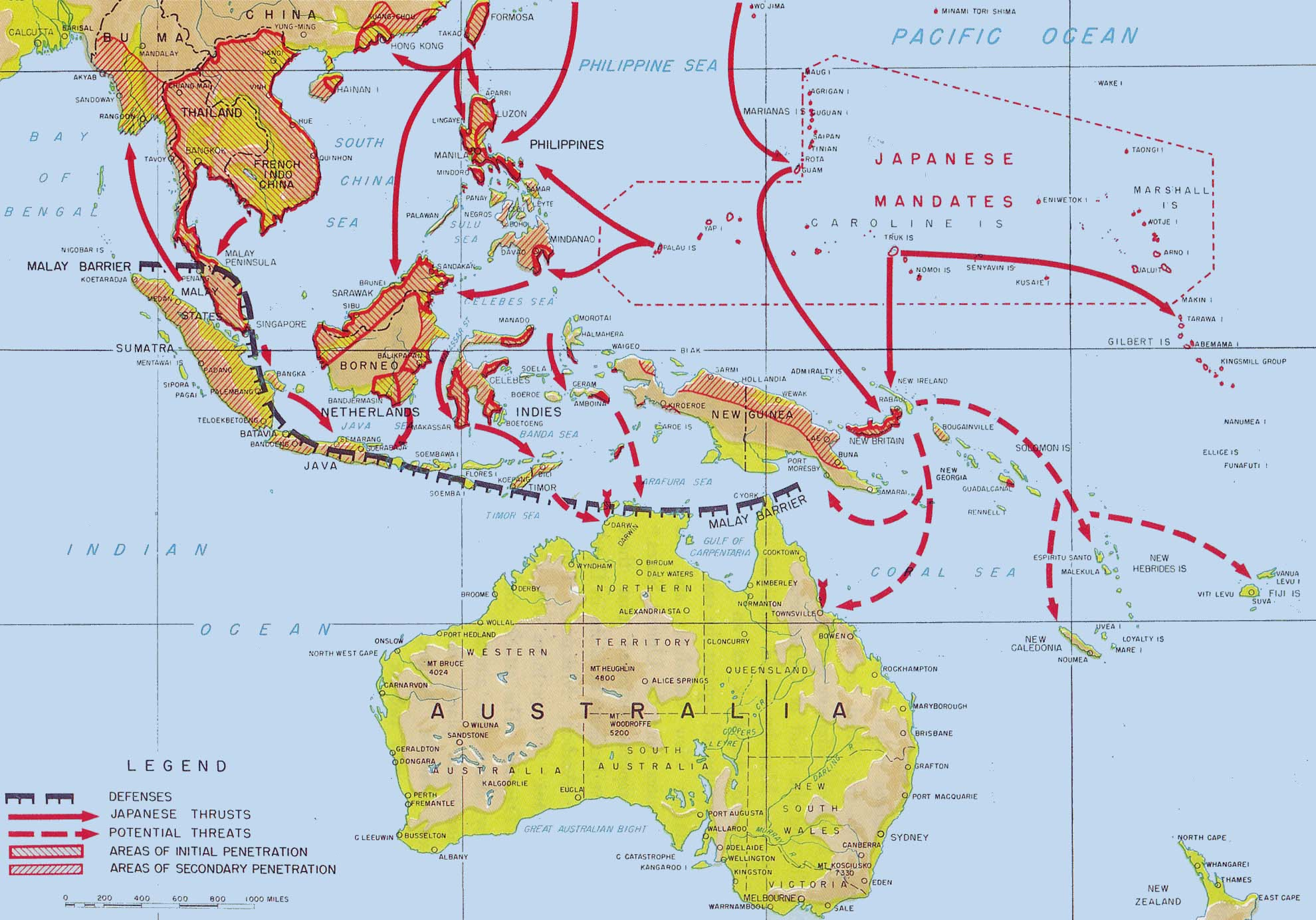
Ekspansja Cesarstwa Japonii na południowo-zachodnim Pacyfiku od grudnia 1941 r. do kwietnia 1942 r.

Realizując te cele, w ciągu kilku pierwszych miesięcy 1942 r., oprócz Malajów, siły japońskie zaatakowały i przejęły kontrolę nad Filipinami, Tajlandią, Singapurem, Holenderskimi Indiami Wschodnimi, wyspą Wake, Nową Brytanią, Wyspami Gilberta oraz Guam, zadając jednocześnie poważne straty broniącym je lądowym, morskim i powietrznym oddziałom aliantów. Japonia zamierzała wykorzystać zdobyte terytoria do stworzenia linii obrony swojego imperium, skąd planowała odpierać kontrataki aliantów i prowadzić wojnę na wyniszczenie.
Wkrótce po rozpoczęciu działań zbrojnych sztab generalny japońskiej marynarki wojennej zaproponował przeprowadzenie inwazji na północy Australii, co uniemożliwiłoby aliantom wykorzystanie tego kraju jako bazy wypadowej do ataków na japońskie pozycje na południowym Pacyfiku. Cesarska Armia Japońska (ang. Imperial Japanese Army – IJA) odrzuciła jednak te plany, tłumacząc to brakiem wystarczających sił i możliwości transportowych. W tym samym czasie dowodzący siłami 4 Floty (zwanej „Siłami Mórz Południowych”) wiceadmirał Shigeyoshi Inoue opowiadał się za okupacją znajdującej się w południowo-wschodniej części Wysp Salomona wyspy Tulagi oraz Port Moresby na Nowej Gwinei, skąd japońskie siły powietrzne mogłyby przeprowadzać naloty na północną Australię. Inoue wierzył, że przejęcie kontroli nad tymi obszarami zapewniłoby większe bezpieczeństwo i możliwości obronne głównej japońskiej bazie wojskowej w mieście Rabaul na Nowej Brytanii. Sztab Generalny japońskiej marynarki wojennej oraz IJA zaaprobowały propozycję Inoue i poparły dalsze operacje, które miały wykorzystać te tereny jako bazy wypadowe, mające na celu zajęcie Nowej Kaledonii, Fidżi oraz Samoa, by w ten sposób przeciąć linie zaopatrzeniowe i komunikacyjne między Australią a Stanami Zjednoczonymi.
W kwietniu 1942 r. japońska marynarka wojenna oraz wojska lądowe opracowały plan przeprowadzenia 10 maja inwazji na Port Moresby, który otrzymał kryptonim Operacja MO. Atak miał zostać poprzedzony zajęciem, w dniach 2–3 maja, Tulagi, gdzie japońska marynarka mogłaby założyć bazę wodnosamolotów na potrzeby działań rekonesansowych, jak również potencjalnych operacji skierowanych przeciwko terytoriom zajmowanym przez aliantów oraz ich siłom na południowym Pacyfiku. Po zakończeniu operacji MO, Japończycy planowali rozpoczęcie kolejnej pod kryptonimem Operacja RY, w której udział miały wziąć te same okręty, a ich zadaniem miało być opanowanie w dniu 15 maja wysp Nauru i Banaba, na których znajdowały się cenne pokłady fosforytów. Kolejne działania przeciwko Fidżi, Samoa oraz Nowej Kaledonii (Operacja FS) planowano przeprowadzić po zakończeniu operacji MO i RY. Z powodu poważnych strat zadanych japońskiej marynarce wojennej przez ataki lotnicze alianckich samolotów w czasie marcowej inwazji na Salamaua i Lae na Nowej Gwinei, Inoue zwrócił się z prośbą do Połączonej Floty o przysłanie w rejon walk lotniskowców, aby zapewnić osłonę powietrzną dla sił biorących udział w operacji MO. Inoue w szczególności obawiał się alianckich bombowców stacjonujących w australijskich bazach w Townsville i Cooktown, które znajdowały się poza zasięgiem japońskich bombowców zlokalizowanych w Rabaul i Lae.

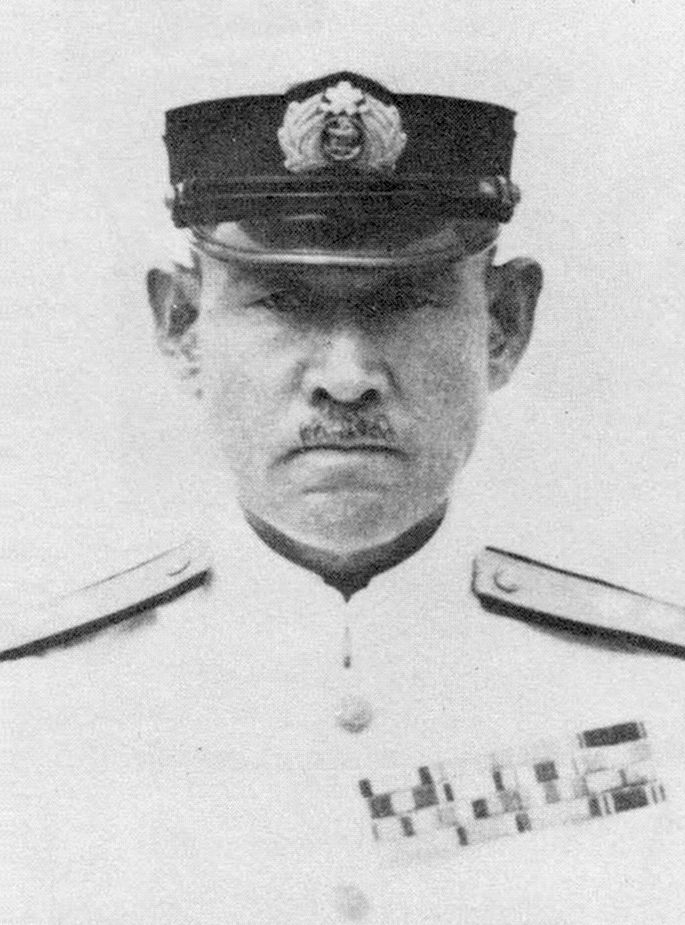
Shigeyoshi Inoue – dowódca 4 Floty Japońskiej Cesarskiej Marynarki Wojennej

Admirał Isoroku Yamamoto, dowódca japońskiej Połączonej Floty, planował w tym samym czasie przeprowadzenie w czerwcu operacji, która w zamierzeniu miała zwabić amerykańskie lotniskowce (z których żaden nie ucierpiał podczas ataku na Pearl Harbor) w okolice atolu Midway, aby tam starły się w decydującej bitwie z flotą cesarskiej Japonii. W międzyczasie jednak, Yamamoto rozmieścił część dużych okrętów wojennych, w tym dwa lotniskowce, lotniskowiec lekki, flotyllę krążowników oraz dwie flotylle niszczycieli, które miały wspierać oddziały biorące udział w operacji MO. Dowództwo nad siłami morskimi zaangażowanymi w atak na Port Moresby i Tulagi objął wiceadmirał Inoue.

### Reakcja aliantów
Sekcja Bezpieczeństwa Łączności Biura Łączności Marynarki Wojennej Stanów Zjednoczonych zajmowała się od kilku lat rozpracowywaniem szyfrów i kodów stosowanych w komunikacji przez japońską armię, odnosząc pewne sukcesy. Do marca 1942 r. Amerykanie byli w stanie rozszyfrować do 15% kodów zawartych w stosowanych przez Cesarską Japońską Marynarkę Wojenną książce kodów D (nazywanej przez Amerykanów kodem „JN-25B”) oraz Ro, którymi przekazywane było około połowy wiadomości nadawanych przez IJN. Do końca kwietnia Amerykanie odczytywali do 85% przekazów nadawanych szyfrem Ro.

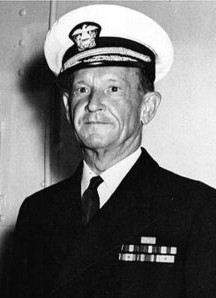
Frank Jack Fletcher – dowódca US Task Force 17

W marcu 1942 r. Amerykanie przechwycili pierwsze wzmianki dotyczące planowanej przez Japończyków operacji MO. 5 kwietnia tego samego roku wywiad amerykański rozszyfrował rozkaz IJN, który kierował jeden z japońskich lotniskowców oraz grupę dużych okrętów wojennych w rejon działań admirała Inoue. 13 kwietnia, Brytyjczykom udało się rozszyfrować wiadomość skierowaną do Inoue, że 5 Dywizjon Lotniskowców, w którego skład wchodziły „Shōkaku” i „Zuikaku”, zmierza w jego kierunku z Tajwanu przez atol Truk na którym mieściła się główna baza japońskiej marynarki. Wywiad brytyjski przekazał tę informację Amerykanom wraz z konkluzją, że prawdopodobnym celem operacji MO będzie Port Moresby.
Admirał Chester Nimitz, nowy dowódca sił aliantów w obszarze Pacyfiku, przedstawił zawartość przechwyconych meldunków swojemu sztabowi, który zgodził się, że Japończycy zamierzają najprawdopodobniej rozpocząć na początku maja dużą operację na południowym Pacyfiku, której celem stać się może Port Moresby. W oczach aliantów Port Moresby miał kluczowe znaczenie jako baza dla planowanej przeciwko Japonii kontrofensywy pod dowództwem gen. Douglasa MacArthura. Sztab Nimitza uznał także, że japońska operacja może zakładać również wypady lotniskowców na alianckie bazy na wyspach Samoa i Suva. Po konsultacjach z admirałem Ernestem J. Kingiem, naczelnym dowódcą amerykańskiej floty, Nimitz zdecydował się przeciwstawić japońskiej operacji, wysyłając wszystkie cztery lotniskowce, którymi dysponowała wówczas flota Pacyfiku, na Morze Koralowe. Dzięki później rozszyfrowanym meldunkom, Stanom Zjednoczonym udało się do 27 kwietnia poznać większość celów i szczegółów planowanych operacji MO i RY.
29 kwietnia Nimitz wydał rozkazy kierujące cztery amerykańskie lotniskowce, wraz z ich okrętami wsparcia, na Morze Koralowe. Grupa uderzeniowa okrętów nr 17, tzw. Task Force 17 (TF 17), pod dowództwem kontradmirała Fletchera, która składała się z lotniskowca USS „Yorktown” eskortowanego przez trzy krążowniki, cztery niszczyciele oraz grupę zaopatrzeniową dwóch tankowców i dwóch niszczycieli, znajdowała się już na Południowym Pacyfiku w pobliżu wyspy Tongatapu i zmierzała w kierunku Morza Koralowego. TF 11 dowodzona przez kadm. Aubrey Fitcha składająca się z lotniskowca USS „Lexington”, dwóch krążowników i pięciu niszczycieli znajdowała się między Fidżi a Nową Kaledonią. Natomiast TF 16 dowodzona przez wiceadmirała Williama Halseya składająca się z lotniskowców USS „Enterprise” i USS „Hornet” dopiero co wróciła do Pearl Harbor po rajdzie Doolittle’a na Tokio, i znajdowała się zbyt daleko, by wziąć udział w nadchodzącej bitwie. Nimitz powierzył dowództwo nad siłami morskimi aliantów w rejonie południowego Pacyfiku Fletcherowi do czasu przybycia Halseya i jego TF 16. Choć obszar Morza Koralowego znajdował się pod dowództwem MacArthura, Fletcher i Halsey zostali poinstruowani, aby swoje raporty przekazywali bezpośrednio do Nimitza, z pominięciem MacArthura.
Bazując na przechwyconych drogą radiową informacjach dotyczących powrotu Task Force 16 do Pearl Harbor, strona japońska założyła, że w rejonie środkowego Pacyfiku znajduje się tylko jeden amerykański lotniskowiec. Choć Japończycy nie znali położenia drugiego z lotniskowców, to nie sądzili, że Amerykanie będą w stanie zareagować na tyle szybko, by przeszkodzić im w realizacji planu MO.

## Bitwa

### Wydarzenia poprzedzające
Pod koniec kwietnia, japońskie okręty podwodne Ro-33 i Ro-34 dokonały rozpoznania rejonu planowanego desantu. Obserwowały one wyspę Rossel i atol Deboyne w archipelagu Luizjadów, kanał Jomard oraz wschodni morski szlak prowadzący do Port Moresby. Nie zauważywszy alianckich jednostek w rejonie, zawróciły kolejno do Rabaul w dniach 23 i 24 kwietnia.
Japońska Grupa Inwazyjna Port Moresby, dowodzona przez kadm. Kōsō Abe, składała się z 11 okrętów transportowych przewożących około 5000 żołnierzy Oddziału Mórz Południowych IJA oraz około 500 żołnierzy 3 Kure Rikusentai, czyli oddziału japońskiej piechoty morskiej. Okręty transportowe eskortowała Grupa Uderzeniowa Port Moresby składająca się z jednego krążownika i sześciu niszczycieli pod dowództwem kadm. Sadamichi Kajioki. Statki Abe opuściły Rabaul 4 maja, aby wyruszyć w liczącą 840 mil morskich trasę do Port Moresby. Następnego dnia połączyły się one z siłami Kajioki. Japońskie okręty, płynąc ze średnią prędkością 8 węzłów, miały planowo dotrzeć do kanału Jamard w archipelagu Luizjadów, minąć od południa wybrzeże Nowej Gwinei i dotrzeć do Port Moresby 10 maja. Garnizon aliantów stacjonujący w Port Moresby liczył około 5333 ludzi, lecz jedynie połowa z nich była żołnierzami piechoty, a wszyscy byli kiepsko wyposażeni i słabo wyszkoleni.

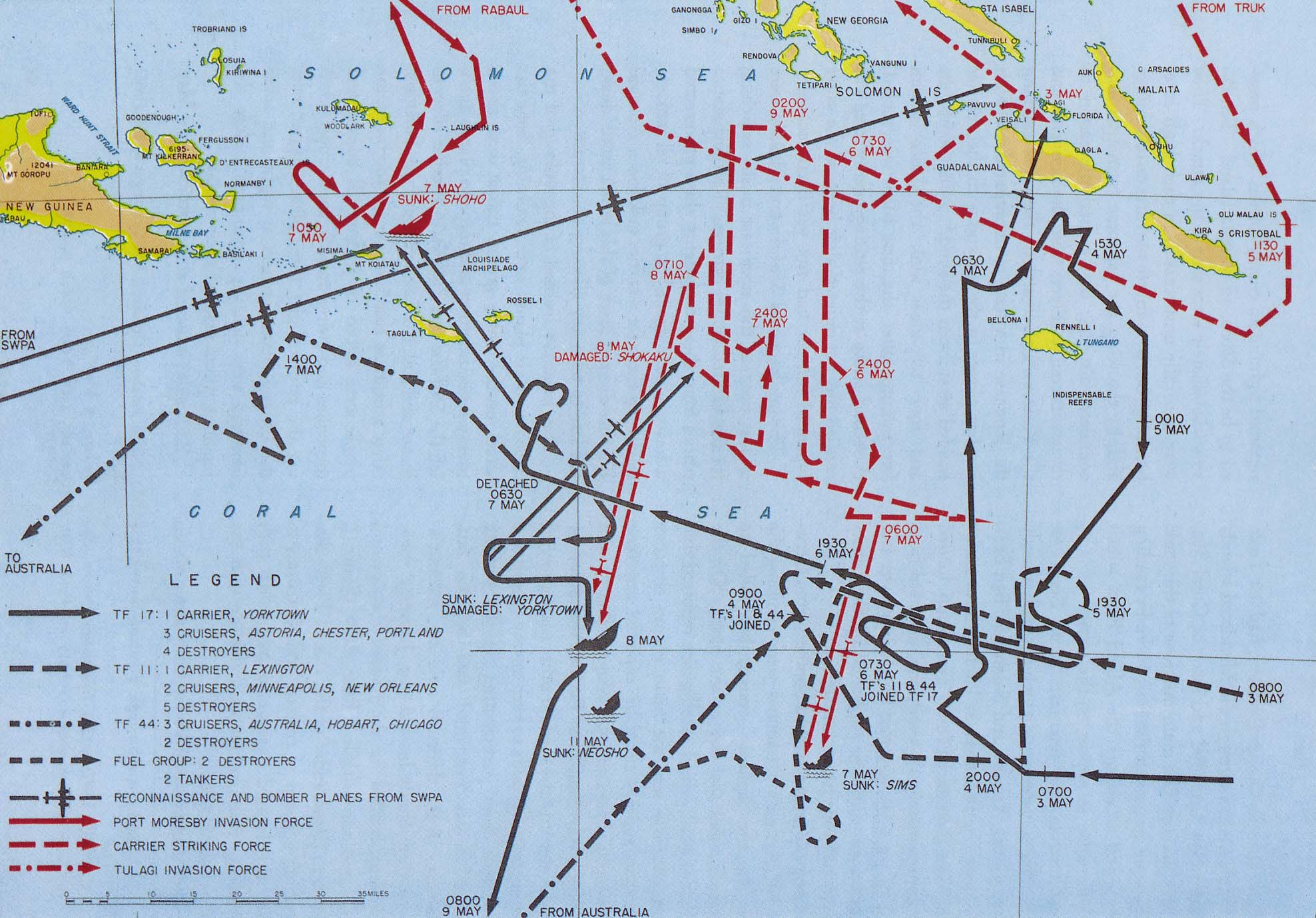
Plan bitwy pokazujący ruchy większości większych jednostek biorących udział w walkach w dniach 3–9 maja 1942 r.

Inwazji na Tulagi przewodziła Grupa Uderzeniowa Tulagi, którą dowodził kadm. Kiyohide Shima. W jej skład wchodziły dwa stawiacze min, dwa niszczyciele, sześć trałowców, dwa ścigacze oraz okręt transportowy przewożący około 400 żołnierzy 3 Kure Rikusentai. Siły atakujące Tulagi wspierane były przez Grupę Osłaniającą w postaci lekkiego lotniskowca „Shōhō”, czterech krążowników ciężkich i jednego niszczyciela, którymi dowodził kontradmirał Aritomo Gotō. Oddzielny Zespół Osłaniający (nazywany czasem Grupą Wspierającą), dowodzony przez kadm. Kuninori Marumo, tworzyły dwa krążowniki lekkie, okręt-baza wodnosamolotów „Kamikawa Maru” i trzy kanonierki. Zespół dołączył do Grupy Osłaniającej zapewniając ochronę morską dla sił nacierających na Tulagi. Gdy Japończykom udało się opanować Tulagi w dniach 3–4 maja, oba zespoły osłaniające zostały skierowane do wsparcia ataku na Port Moresby. Inoue dowodził operacją MO z pokładu krążownika Kashima.
Siły pod dowództwem Gotō opuściły 28 kwietnia Truk, przecinając archipelag Wysp Salomona pomiędzy Choiseul i Wyspą Bougainville’a, zatrzymały się w pobliżu Nowej Georgii. Z kolei grupa wsparcia dowodzona przez Marumo opuściła 29 kwietnia Nową Irlandię, zmierzając ku wyspie Santa Isabel, żeby ustanowić tam 2 maja bazę wodnosamolotów dla wsparcia desantu na Tulagi. Natomiast siły inwazyjne dowodzone przez Shimę opuściły Rabaul 30 kwietnia.
Grupa Uderzeniowa Lotniskowców, w której skład wchodziły „Zuikaku” i „Shōkaku”, dwa krążowniki ciężkie oraz sześć niszczycieli, opuściła Truk 1 maja. Grupa Uderzeniowa dowodzona była przez wiceadm. Takeo Takagi, który płynął na okręcie flagowym, krążowniku „Myōkō”, oraz kadm. Chūichi Hara, który przebywał na „Zuikaku”. Okręty miały opłynąć wschodnie wybrzeże Wysp Salomona i wpłynąć na Morze Koralowe na południe od Guadalcanal. Po wpłynięciu na Morze Koralowe, lotniskowce miały zapewnić osłonę lotniczą oddziałom uderzeniowym, wyeliminować samoloty stacjonujące w Port Moresby oraz przechwycić i zniszczyć siły morskie aliantów, które wpłynęły w rejon walk.
W drodze na Morze Koralowe, lotniskowce Takagiego miały dostarczyć dziewięć myśliwców A6M do Rabaul. Jednakże zła pogoda w dniach 2–3 maja uniemożliwiła samolotom wylądowanie w bazie i po dwóch próbach zostały zmuszone do powrotu na pokład lotniskowców, które przebywały 240 mil morskich od miasta. Jeden z japońskich myśliwców rozbił się podczas powrotu w oceanie. Chcąc rozpocząć operację MO o czasie, Takagi musiał porzucić dalsze próby dostarczenia samolotów do bazy w Rabaul i skierował swoje siły na Wyspy Salomona, gdzie miały pobrać zapasy paliwa.
Chcąc dostatecznie wcześnie wiedzieć o zbliżającej się flocie aliantów, Japończycy wysłali na zwiady okręty podwodne I-22, I-24, I-28 i I-29, aby utworzyły na oceanie, ok. 450 mil morskich (830 km) na południowy zachód od Guadalcanal, swoistą sieć wczesnego rozpoznania. Jednakże siły Fletchera dotarły na Morze Koralowe zanim okręty podwodne zajęły swoje pozycje, w związku z czym japońska marynarka nie była świadoma ich obecności w rejonie. Inna łódź podwodna, I-21, która miała dokonać rozpoznania okolic stolicy Nowej Kaledonii, Numei, została zaatakowana 2 maja przez jeden z samolotów stacjonujących na USS Yorktown. Okręt nie doznał żadnych uszkodzeń i najwyraźniej nawet nie zorientował się, że został zaatakowany przez aliancki samolot. Ro-33 i Ro-34 także zostały rozmieszczone wokół Port Moresby z zadaniem uczestnictwa w morskiej blokadzie miasta, do którego dotarły 5 maja. Jednak żaden z okrętów podwodnych nie uczestniczył bezpośrednio w bitwie.

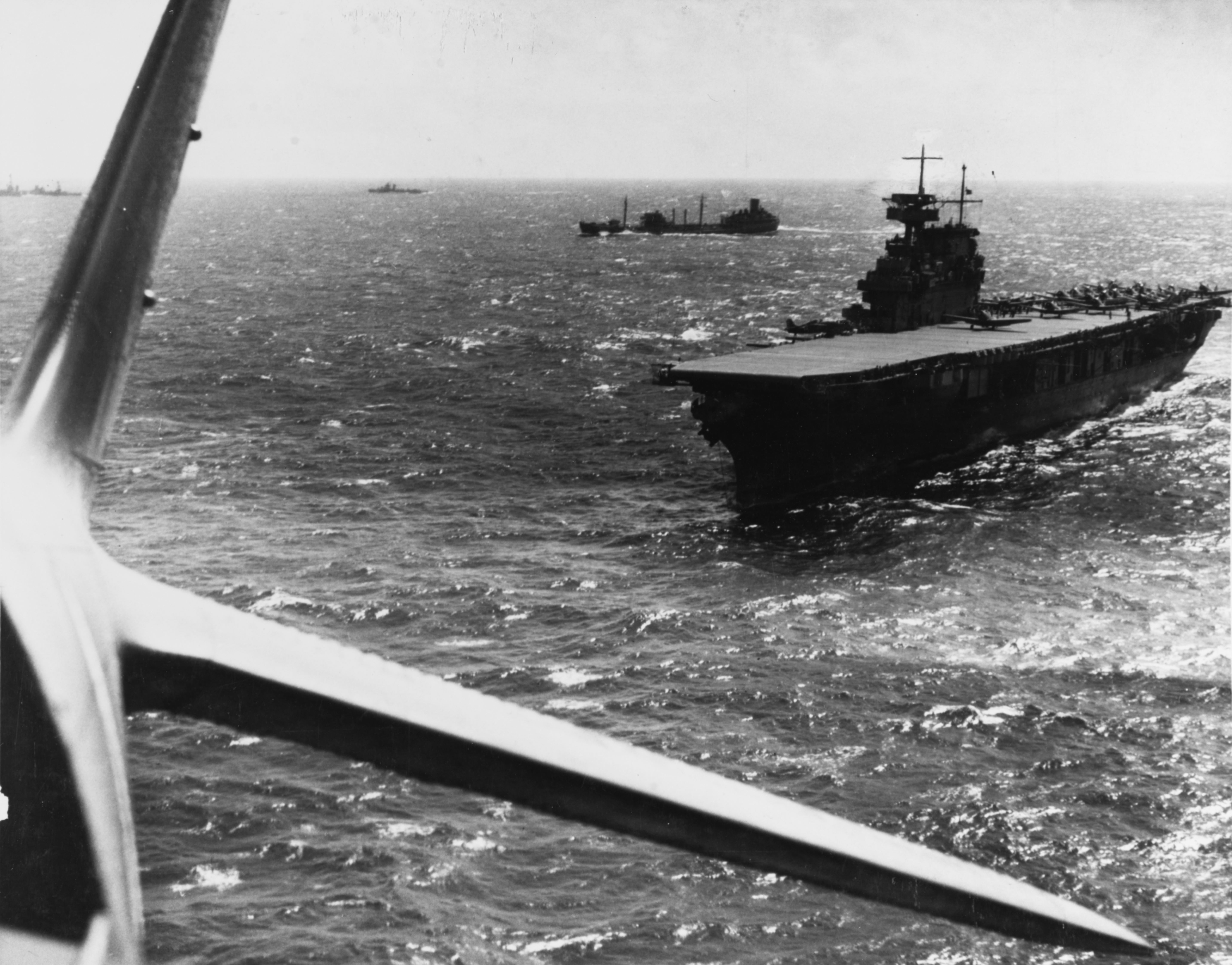
USS „Yorktown” przeprowadził operacje lotnicze przeciwko siłom japońskim jeszcze przed rozpoczęciem się właściwej bitwy. W tle widać alianckie tankowce.

Rankiem 1 maja okręty TF 17 i TF 11 połączyły się około 300 mil morskich (560 km) na północny zachód od wybrzeży Nowej Kaledonii. Fletcher natychmiast odkomenderował jednostki z TF 17 celem pobrania paliwa ze zbiornikowca USS „Tippecanoe”, natomiast okręty TF 11 miały wykorzystać w tym celu inny zbiornikowiec USS „Neosho”. TF 17 zakończył tankowanie swoich jednostek już następnego dnia, jednak TF 11 meldował, że pobór paliwa w ich przypadku potrwa przynajmniej do 4 maja. Fletcher zdecydował się więc skierować TF 17 na północny zachód w stronę Luizjadów, podczas gdy TF 11 miał spotkać się 4 maja, po zakończonym tankowaniu, z TF 44, który kierować się z Sydney do Numei. TF 44 składał się z amerykańskich i australijskich okrętów wojennych pod ogólnym dowództwem gen. MacArthura, jednak bezpośrednie dowództwo powierzono kontradm. Johnowi Crace. W skład tej grupy wchodziły krążowniki HMAS „Australia”, USS „Chicago” oraz trzy niszczyciele. Po zakończeniu tankowania USS „Tippecanoe” opuścił rejon Morza Koralowego, aby dostarczyć pozostałe mu w zbiornikach paliwo okrętom stacjonującym w bazie na wyspie Éfaté.

### Tulagi
Wczesnym rankiem 3 maja, siły Shimy zbliżyły się do Tulagi i rozpoczęły wyładunek żołnierzy z okrętu, by zająć wyspę. Sama wyspa nie posiadała obrony. Niewielki garnizon australijskich komandosów oraz jednostka rozpoznania Royal Australian Air Force ewakuowały się tuż przed przybyciem Shimy. Żołnierze japońscy natychmiast po wylądowaniu rozpoczęli budowę bazy łączności oraz bazy wodnosamolotów. Jednostki powietrzne z lotniskowca „Shōhō” zapewniały osłonę całej operacji aż do popołudnia, kiedy to siły Gotō skierowały się do Bougainville celem pobrania paliwa, aby wziąć udział w zbliżającej się inwazji na Port Moresby.
O godz. 17:00 3 maja Fletcher został poinformowany, że dzień wcześniej zauważono japońskie jednostki desantowe, które wzięły udział w zajęciu Tulagi, zmierzające na południe Wysp Salomona. Jednocześnie TF 11 zakończył proces tankowania dzień wcześniej niż zakładano i, choć znajdował się tylko 60 Mm (110 km) na wschód od TF 17, nie mógł przekazać informacji o swojej gotowości bojowej z powodu wprowadzonej przez Fletchera ciszy radiowej. Z tego samego powodu nie wiedział o tym również sam Fletcher. Zgodnie z pierwotnym planem TF 17 zmienił więc kurs i płynął z prędkością 27 węzłów w kierunku Guadalcanalu, aby następnego dnia rozpocząć ataki lotnicze na siły japońskie okupujące Tulagi.

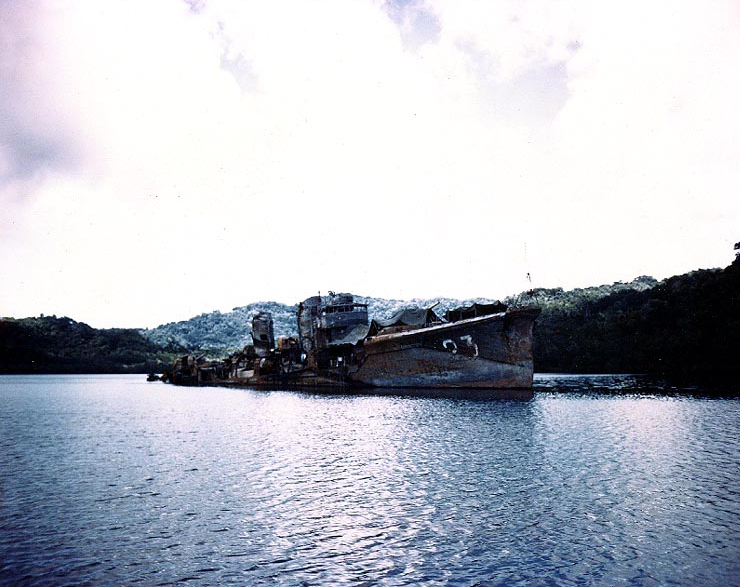
Wrak niszczyciela „Kikuzuki”

4 maja z lotniskowca USS „Yorktown” (TF 17), który znajdował się ok. 100 mil morskich (190 km) na południe od Guadalcanalu, w trzech następujących po sobie falach wystartowało 60 samolotów mających zaatakować siły Shimy okupujące Tulagi. Samoloty z USS „Yorktown” zaskoczyły okręty Shimy i zatopiły japoński niszczyciel „Kikuzuki”, trzy trałowce oraz uszkodziły cztery inne statki. Aliantom udało się również zniszczyć trzy japońskie wodnosamoloty biorące udział w inwazji. Amerykanie stracili jeden bombowiec nurkujący oraz trzy myśliwce, jednak załogi zdążyły wyskoczyć ze spadochronami. Pomimo strat poniesionych w wyniku alianckiego ataku Japończycy nie zaprzestali budowy bazy wodnosamolotów. Strona japońska podjęła jednak decyzję o rozpoczęciu od dnia 6 maja regularnych lotów rekonesansowych z Tulagi.
Grupa Uderzeniowa Lotniskowców Takagiego pobierała paliwo ok. 350 mil morskich (650 km) na północ od Tulagi, gdy otrzymała informację o alianckim nalocie. Takagi zdecydował o natychmiastowym zakończeniu tankowania i skierował się na południowy wschód. Wysyłał także samoloty rozpoznawcze, aby dokonały przeszukania wschodniej części Wysp Salomona, wierząc, że właśnie tam ukryła się amerykańska flota lotniskowców. Nie było tam jednak żadnych okrętów U.S. Navy.

### Rozpoznanie lotnicze i dalsze decyzje
O godz. 08:15, 5 maja, TF 17 spotkał się z TF 11 i TF 44 we wcześniej zaplanowanym punkcie położonym 300 mil morskich (590 km) na południe od Guadalcanal. Mniej więcej w tym samym czasie cztery myśliwce F4F Wildcat, które wystartowały z lotniskowca USS „Yorktown”, przechwyciły japońską maszynę rozpoznawczą typu Kawanishi H6K należącą do Grupy Lotniczej Jokohama z 25 Flotylli Powietrznej stacjonującej na Wyspach Shortland i zestrzeliły ją w odległości 11 mil morskich (20 km) od pozycji TF 11. Samolot nie zdołał wysłać radiowej informacji o ataku, niemniej gdy nie powrócił z misji, Japończycy słusznie założyli, że został on zestrzelony przez aliancki myśliwiec stacjonujący na lotniskowcu.
Fletcher otrzymał z bazy w Pearl Harbor informację, że aliancki wywiad radiowy jest przekonany, że Japończycy zaplanowali desant na Port Moresby na 10 maja oraz że atak wspierać będzie flota lotniskowców. Wobec tego Fletcher nakazał TF 17 pobrać paliwo z USS „Neosho”. Po zakończeniu tankowania, które przewidziano na 6 maja, zamierzał skierować się na północ w kierunku Luizjadów, by 7 maja rozpocząć działania bojowe.

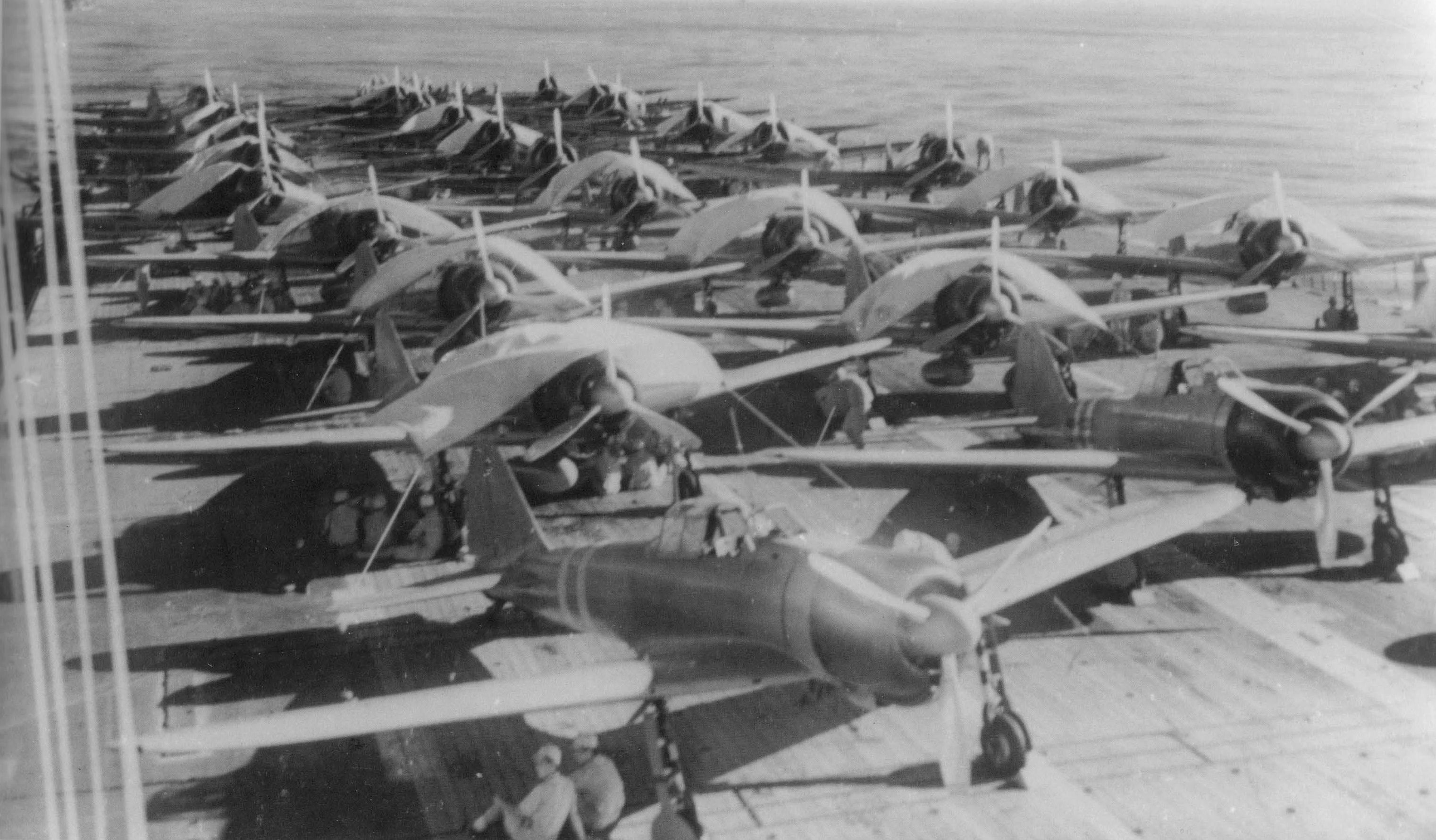
Załoga „Zuikaku” zajmuje się stacjonującymi na pokładzie lotniskowca samolotami, 5 maja

W międzyczasie, 5 maja, lotniskowce pod dowództwem Takagiego opływały wschodnie wybrzeże Wysp Salomona, a następnie skręciły na zachód, aby minąć od południa wyspę San Cristobal (obecnie Makira) i wpłynąć wczesnym rankiem 6 maja na Morze Koralowe pomiędzy Guadalcanalem a atolem Rennell. Takagi rozpoczął tankowanie swoich jednostek w odległości 180 mil morskich (330 km) na zachód od Tulagi, przygotowując się tym samym do starcia lotniskowców, które, jak przewidywał, miało nastąpić kolejnego dnia.
6 maja, Fletcher włączył TF 11 i TF 44 w struktury TF 17. Będąc przekonanym, że japońskie lotniskowce nadal znajdują się daleko na północy w okolicach Bougainville, Fletcher kontynuował proces tankowania swoich jednostek. Loty rozpoznawcze amerykańskich samolotów stacjonujących na lotniskowcach wykonane tego dnia nie wykryły obecności wroga, ponieważ Japończycy znajdowali się nieznacznie poza ich zasięgiem.
O godz. 10:00 japoński samolot rozpoznawczy typu Kawanishi zauważył okręty TF 17 i zgłosił ten fakt swojemu dowództwu. Takagi otrzymał meldunek o 10:50. W tym czasie jego siły znajdowały się około 300 mil morskich (560 km) na północ od Fletchera, a więc na granicy maksymalnego zasięgu samolotów stacjonujących na japońskich lotniskowcach. Takagi, którego okręty nadal pobierały paliwo, nie był jeszcze gotowy do rozpoczęcia działań bojowych. Opierając się na raporcie swoich pilotów doszedł do wniosku, że Amerykanie kierują się na południe, zwiększając tym samym odległość od japońskiej floty. Ponadto okręty Fletchera znajdowały się w strefie niskiego i dużego zachmurzenia, co w opinii Takagiego i Hary zbytnio utrudniłoby ich odnalezienie. Niemniej zdecydował się wyznaczyć pod dowództwo Hary dwa lotniskowce oraz dwa asystujące im niszczyciele, których zadaniem był pościg za TF 17 (z prędkością 20 węzłów), aby o świcie następnego dnia znalazły się na dogodnych do ataku pozycjach. Pozostałe japońskie okręty miały zakończyć w tym czasie tankowanie.
Tego samego dnia, amerykańskie bombowce typu B-17 stacjonujące w Australii dokonały kilkukrotnych, choć nieskutecznych ataków na japońskie siły inwazyjne zmierzające ku Port Moresby (w tym na okręty Gotō). Sztab MacArthura wysłał Fletcherowi drogą radiową szereg informacji dotyczących przeprowadzonych ataków oraz położenia Japończyków. Meldunki pilotów MacArthura, którzy zauważyli lotniskowiec „Shōhō” ok. 425 mil morskich (787 km) na północny zachód od TF 17, upewniły Fletchera w przekonaniu, że japońskim siłom inwazyjnym towarzyszyła flota lotniskowców.

Animowana mapa przebiegu bitwy w dniach 6–8 maja

Wieczorem ok. godz. 18:00 TF 17 zakończył tankowanie, więc Fletcher zdecydował się odesłać USS „Neosho”, wraz z asystującym mu niszczycielem USS „Sims”, dalej na południe na wcześniej ustaloną pozycję. TF 17 zawrócił natomiast na północny zachód w kierunku wyspy Rossel w archipelagu Luizjadów. Nieświadome bliskości wroga, ich lotniskowce znajdowały się ok. godz 20:00, w odległości zaledwie 70 mil morskich (130 km) od siebie. O godz. 20:00 Hara zawrócił, aby spotkać się z okrętami Takagiego, który zakończył pobór paliwa i zmierzał w jego kierunku.
Późnym wieczorem 6 maja oraz wczesnym rankiem 7 maja transportowiec wodnosamolotów „Kamikawa Maru” ustanowił bazę wodnosamolotów na atolu Deboyne, w celu zapewnienia wsparcia powietrznego siłom desantowym zbliżającym się do Port Moresby. Pozostałe jednostki Zespołu Osłaniającego Marumo zajęły pozycje w pobliżu wysp d’Entrecasteaux, skąd miały pomóc osłaniać nadpływający konwój Abe.

### Pierwszy dzień bitwy

#### Poranne ataki
7 maja o godz. 06:25 TF 17 znajdował się 115 mil morskich (213 km) na południe od wyspy Rossel. W tym czasie Fletcher wysłał krążowniki i niszczyciele Crace’a, teraz oznaczone kodem Task Group 17.3 (TG 17.3), aby zablokowały Cieśninę Jomard. Fletcher zdawał sobie sprawę, że Crace będzie zmuszony działać bez osłony z powietrza, jako że lotniskowce TF 17 były zaabsorbowane próbami zlokalizowania i zaatakowania lotniskowców japońskich. Rozdzielenie się alianckich okrętów zmniejszyło również zdolność obrony przeciwlotniczej lotniskowców Fletchera. Niemniej jednak ten ostatni uznał, że takie ryzyko jest konieczne, aby upewnić się, że siły desantowe Japonii nie prześlizgną się w pobliże Port Moresby w czasie, gdy on będzie zajęty walką z japońskimi lotniskowcami.
Wierząc, że lotniskowce Takagiego znajdują się gdzieś na północ od jego pozycji w okolicach Luizjadów, Fletcher rozkazał USS „Yorktown” wysłanie 10 bombowców nurkujących typu Douglas SBD Dauntless, aby przeszukały ten obszar. Poszukiwania rozpoczęły się o 06:19 rano. W międzyczasie, Takagi, znajdujący się ok. 300 mil morskich (560 km) na wschód od Fletchera, wydał podobny rozkaz, kierując o godz. 06:00 12 bombowców typu Nakajima B5N w celu zlokalizowania TF 17. Hara uważał, że okręty Fletchera znajdują się na południu i doradzał Takagiemu wysłanie samolotów w tamten rejon. Mniej więcej w tym czasie, znajdujące się pod dowództwem Gotō krążowniki „Kinugasa” i „Furutaka” skierowały cztery wodnosamoloty Kawanishi E7K na poszukiwania floty aliantów w okolicach południowo-wschodnich Luizjadów. W poszukiwania amerykańskich okrętów zaangażowanych było również kilka wodnosamolotów z bazy na Deboyne, cztery Kawanishi typu 97 z Tulagi oraz trzy bombowce Mitsubishi G4M z Rabaulu. Reszta samolotów obu stron znajdowała się w ciągłej gotowości bojowej, mogąc wystartować natychmiast po zlokalizowaniu przeciwnika.

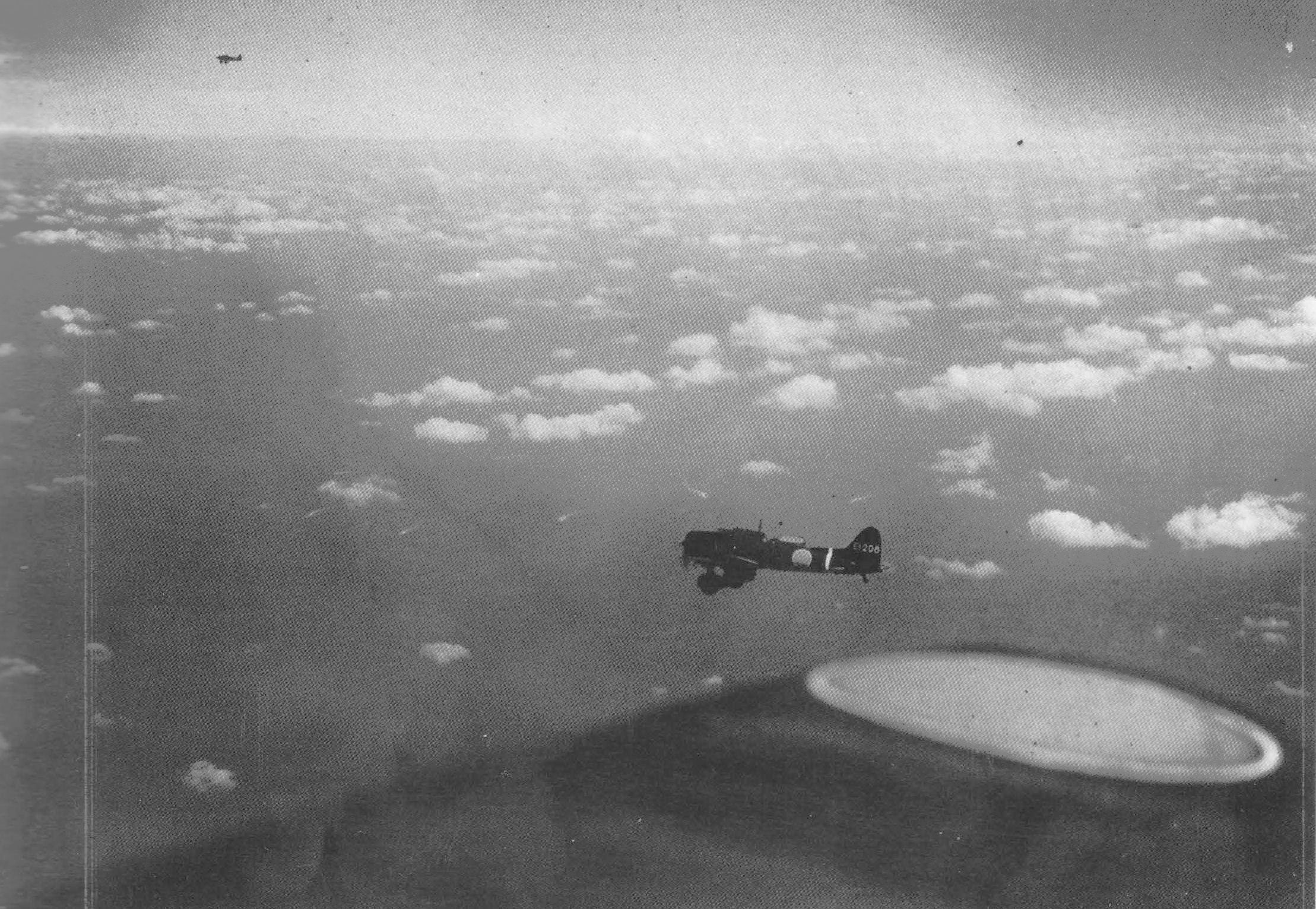
Japońskie bombowce nurkujące kierujące się w stronę domniemanych pozycji aliantów, 7 maja

O godz. 07:22 jeden z samolotów rozpoznawczych wysłanych przez Takagiego zameldował, że zauważył amerykańskie okręty (peleng 182°) w odległości 163 Mm (302 km) od pozycji Japończyków. O 07:45 pilot potwierdził, że zlokalizował „jeden lotniskowiec, jeden krążownik oraz trzy niszczyciele”. Inny samolot (oba wystartowały z „Shōkaku”) wkrótce potwierdził ten meldunek. Jednak japoński pilot niepoprawnie zidentyfikował amerykański tankowiec USS „Neosho” i towarzyszący mu USS „Sims”. Wierząc, że odnalazł alianckie lotniskowce, Hara podjął wspólnie z Takagim decyzję o natychmiastowym poderwaniu do lotu wszystkich dostępnych samolotów: 78 maszyn – 18 myśliwców typu A6M (Zero), 36 bombowców nurkujących Aichi D3A (Val) i 24 samolotów torpedowych. Wystartowały o 08:00 z pokładów „Shōkaku” i „Zuikaku” i 15 minut później leciały już w kierunku domniemanych amerykańskich lotniskowców.
O godz. 08:20 jeden z wodnosamolotów krążownika „Furutaka” zgłosił, że zlokalizował lotniskowce Fletchera i natychmiast powiadomił o tym sztab Inoue w Rabaulu, który przekazał ten meldunek Takagiemu. Rozpoznanie zostało potwierdzone o 08:30 przez jeden z wodnosamolotów z „Kinugasa”. Takagi i Hara, zdezorientowani sprzecznymi meldunkami, postanowili kontynuować nalot na okręty położone na południe od ich pozycji, ale same lotniskowce skierowali na północny zachód, aby zbliżyć się do „Furutaki”, którego samolot zameldował nawiązanie kontaktu wzrokowego z Amerykanami. Obaj japońscy dowódcy uznali, iż sprzeczne raporty mogą oznaczać, że alianckie lotniskowce operowały w ramach dwóch oddzielnych zgrupowań.
O godz. 08:15 jeden z bombowców typu SBD, który wystartował z pokładu USS „Yorktown”, pilotowany przez Johna L. Nielsena, zauważył okręty Gotō osłaniające konwój japońskich sił desantowych. Meldując o odkryciu popełnił jednak błąd podczas szyfrowania wiadomości, przez co amerykańskie dowództwo otrzymało informację o „dwóch lotniskowcach i czterech ciężkich krążownikach” znajdujących się 225 Mm (417 km) na północny zachód od TF 17. Fletcher uznał, że udało im się zlokalizować główne zgrupowanie japońskich lotniskowców i nakazał wysłanie wszystkich dostępnych na lotniskowcach samolotów do ataku. O godz. 10:13 amerykańskie siły uderzeniowe, składające się z 93 maszyn (18 myśliwców F4F Wildcat, 53 bombowców nurkujących SBD oraz 22 bombowców torpedowych typu Douglas TBD Devastator), znajdowały się w powietrzu. O godz. 10:19 Nielsen wylądował i zauważył swój błąd w szyfrze. Choć w skład sił Gotō wchodził lotniskowiec „Shōhō”, Nielsen był przekonany, że zauważył dwa krążowniki i cztery niszczyciele. Jednakże o 10:20 Fletcher otrzymał meldunek od znajdujących się w powietrzu trzech amerykańskich B-17 na temat 1 lotniskowca, 10 transportowców i 16 innych okrętów znajdujących się 30 mil morskich (56 km) na południe od miejsca wskazanego przez Nielsena. W rzeczywistości B-17 dostrzegły to samo co Nielsen: lotniskowiec „Shōhō”, krążowniki należące do sił Gotō oraz siły inwazyjne zmierzające do Port Moresby. Będąc przekonanym, że to, co zlokalizowały B-17, stanowi główne zgrupowanie japońskich lotniskowców, Fletcher rozkazał rozpoczęcie ataku powietrznego.

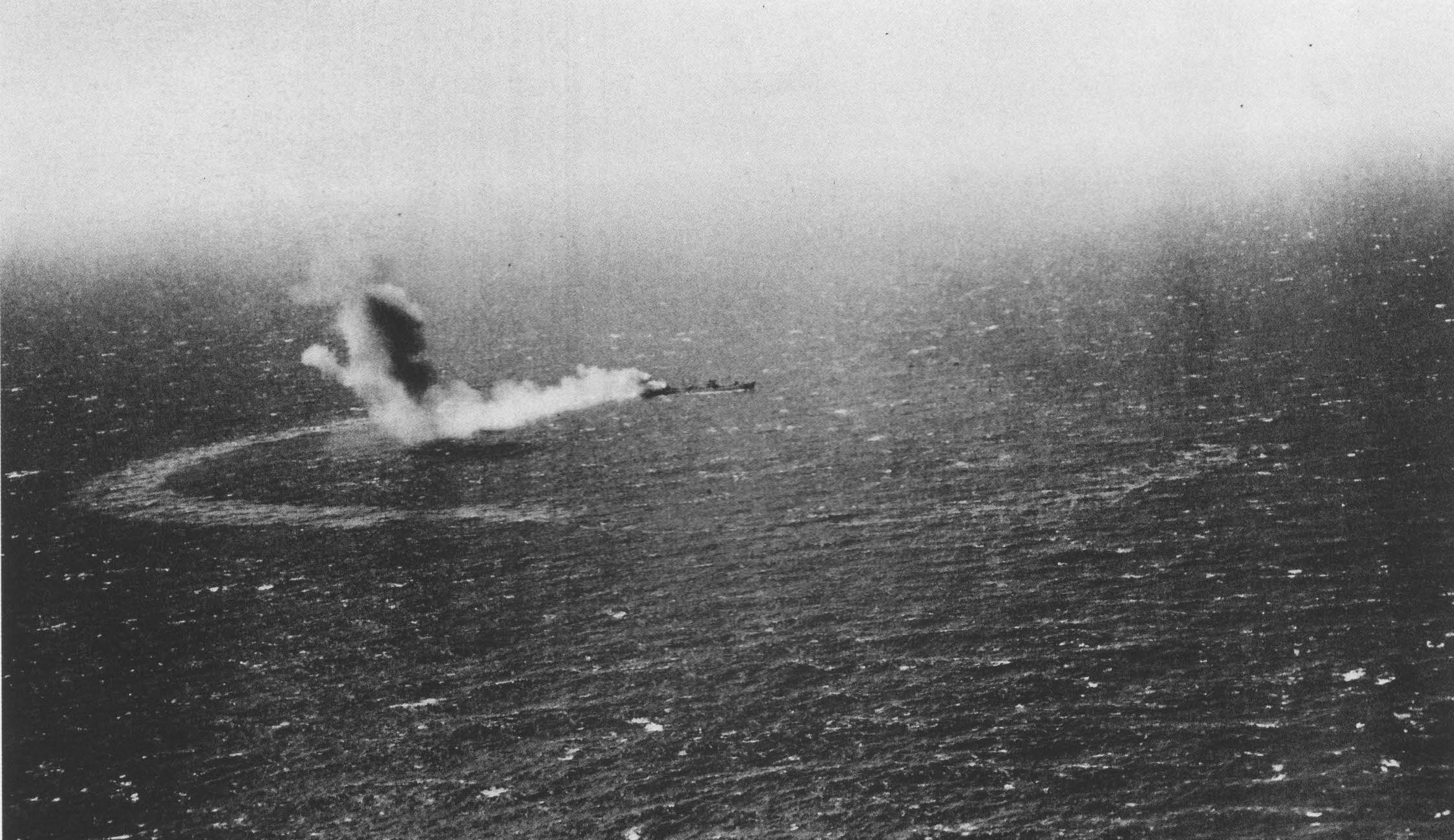
Płonący i powoli tonący USS Neosho (w środku) po ataku japońskich bombowców nurkujących

O godz. 09:15 siły lotnicze wysłane przez Takagiego osiągnęły docelowy obszar ataku, gdzie dostrzegły USS „Neosho” oraz USS „Sims”, jednakże nie zlokalizowały amerykańskich lotniskowców. O godz. 10:51 załogi samolotów rozpoznawczych, które wystartowały z pokładu „Shōkaku”, zdały sobie sprawę ze swego błędu w identyfikacji tankowca i niszczyciela jako lotniskowców. Dopiero wówczas Takagi zorientował się, że amerykańskie lotniskowce znajdują się faktycznie między nim a konwojem inwazyjnym, co stawiało japońskie siły desantowe w niebezpiecznej sytuacji. W obliczu tego nakazał swoim siłom powietrznym natychmiastowy atak na „Neosho” oraz „Sims”, a następnie niezwłoczny powrót na pokład japońskich lotniskowców. Jednakże o godz. 11:15 japońskie bombowce torpedowe oraz myśliwce zrezygnowały z uczestnictwa w ataku i zawróciły z pełnym uzbrojeniem w kierunku swoich lotniskowców, podczas gdy uderzenie na oba amerykańskie okręty przeprowadziło pozostałe 36 bombowców nurkujących.
Cztery bombowce nurkujące zaatakowały USS „Sims”, natomiast reszta obrała na cel „Neosho”. Niszczyciel został trafiony trzykrotnie, w wyniku czego jego kadłub przełamał się na pół, powodując prawie natychmiastowe zatonięcie. Zginęło 178 członków 192-osobowej załogi. Na USS „Neosho” spadło siedem bomb. Jeden z bombowców nurkujących, trafiony przez ogień przeciwlotniczy, rozbił się o pokład zbiornikowca. Ciężko uszkodzony i pozbawiony napędu „Neosho” został opuszczony przez załogę. Dryfujący swobodnie okręt powoli nabierał wody. Przed utratą zasilania załodze „Neosho” udało się powiadomić Fletchera o ataku, jednak zakłócenia uniemożliwiły przekazanie informacji, kto lub co ich zaatakowało, jak również zniekształciły sam komunikat, z którego błędnie odczytano koordynaty.
Amerykańskie samoloty zlokalizowały „Shōhō” w pobliżu wyspy Misimao godz. 10:40, po czym ustawiły się w szyku do ataku. Japoński lotniskowiec osłaniany był przez sześć myśliwców typu A6M (Zero) i dwa starszego typu Mitsubishi A5M (Claude), które wchodziły w skład patrolu walki powietrznej (ang. CAP – Combat Air Patrol). Pozostałe maszyny znajdowały się pod pokładem, przygotowane do przeprowadzenia ataku na amerykańskie lotniskowce. Krążowniki Gotō otoczyły lotniskowiec w szyku na kształt diamentu, każdy 2700–4600 metrów od „Shōhō”.

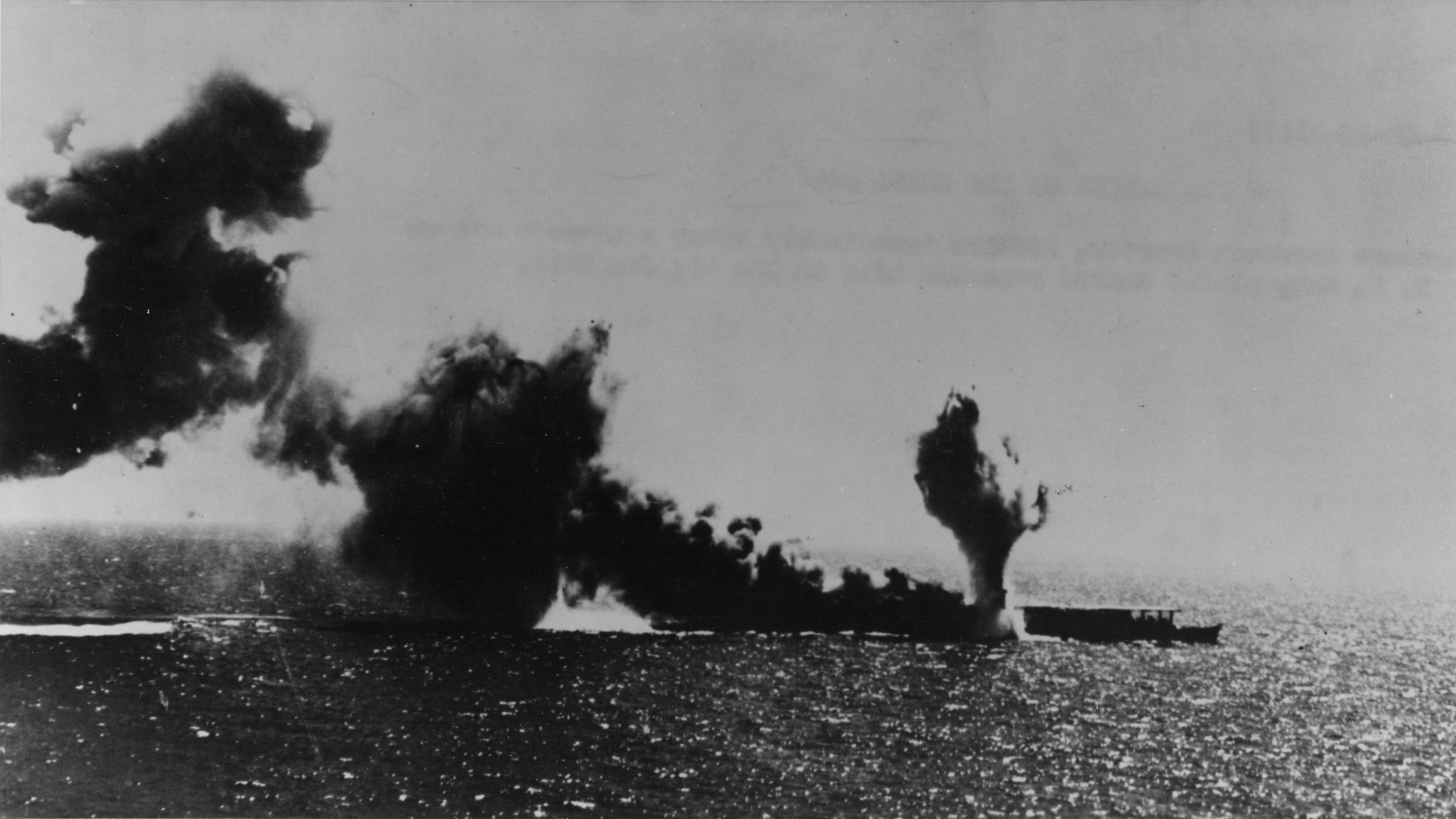
Atakowany przez amerykańskie bombowce oraz samoloty torpedowe Shōhō

W pierwszym ataku, grupie powietrznej USS „Lexington” dowodzonej przez kmdr por. Williama B. Aulta udało się trafić „Shōhō” dwoma 450 kg bombami i pięcioma torpedami Mark 13 Mod 0, poważnie uszkadzając okręt. O godz. 11:00 grupa powietrzna z USS „Yorktown” uderzyła na płonący i praktycznie nieruchomy lotniskowiec, zadając mu kolejnych 11 trafień 450 kg bombami oraz co najmniej dwoma torpedami. Rozerwany na strzępy, „Shōhō” zatonął o 11:35, stanowiąc pierwszą wojskową ofiarę najnowszych amerykańskich torped lotniczych. Obawiając się kolejnych ataków lotniczych, Gotō nakazał swoim okrętom wycofanie się na północ, oprócz niszczyciela „Sazanami”, który o godz. 14:00 skierował z powrotem w celu wyłowienia ocalałych. Uratowano jedynie 203 marynarzy z liczącej 834 ludzi załogi lotniskowca. W ataku Amerykanie stracili trzy samoloty, w tym dwa SBD z lotniskowca „Lexington” i jeden z USS „Yorktown”. Wszystkie 18 maszyn z „Shōhō” uległo zniszczeniu, ale trzech pilotów myśliwców z CAP zdołało wylądować na Deboyne i przeżyć. O godz. 12:10, używając przygotowanej wcześniej wiadomości, poinformowano TF 17 o sukcesie misji. Pilot jednego z SBD stacjonującego na USS „Lexington”, dowódca eskadry Robert E. Dixon, nadał komunikat radiowy o treści: „Scratch one flat top! Signed Bob” („Skreślcie jeden płaski dach! Bob”).

#### Operacje popołudniowe
Amerykańskie samoloty powróciły na swoje macierzyste lotniskowce o godz. 13:38, a o 14:20, po uzupełnieniu amunicji, były już gotowe do kolejnego ataku na japońskie siły inwazyjne lub krążowniki adm. Gotō. Fletcher niepokoił się jednak brakiem informacji na temat miejsca pobytu pozostałych japońskich lotniskowców, choć aliancki wywiad poinformował, że co najmniej cztery z nich zostały prawdopodobnie zaangażowane we wsparcie operacji MO. Doszedł on jednak do wniosku, że zanim samoloty rozpoznawcze zlokalizują pozostałe japońskie lotniskowce, może być już za późno na rozpoczęcie kolejnego ataku. W związku z tym Fletcher zdecydował się nie przeprowadzać drugiego ataku tego dnia i pozostać w ukryciu, kierując TF 17 w rejon gęstego zachmurzenia. Pozostawił on jednak myśliwce w gotowości bojowej na wypadek japońskiego kontrataku.
Zawiadomiony o stracie „Shōhō” Inoue polecił konwojowi inwazyjnemu tymczasowe wycofanie się na północ oraz nakazał Takagiemu, znajdującemu się w tym czasie 417 km na wschód od TF 17, zniszczenie lotniskowców U.S Navy. Wkrótce po zmianie kursu konwój został zaatakowany przez osiem amerykańskich bombowców B-17, jednak zdołał uniknąć strat. Z kolei Gotō i Kajioka otrzymali rozkaz zgromadzenia swoich okrętów na południe od wyspy Rossel na wypadek bitwy po zmroku, gdyby lotniskowce aliantów znalazły się w zasięgu.
O godz. 12:40, japoński hydroplan z bazy w Deboyne zauważył 144 km od atolu okręty Crace’a i określił ich azymut w stosunku do swojej pozycji na 175°. O 13:15 jednostki Crace’a dostrzegły inny samolot, tym razem z Rabaul, jednak wysłał on do japońskiego dowództwa mylny meldunek, w którym stwierdził, że oddział Crace’a składa się z dwóch lotniskowców i znajduje się 213 km od Deboyne, podając azymut 205°. Opierając się na tych raportach, Takagi, który wciąż czekał na powrót reszty samolotów biorących udział w ataku na USS „Neosho”, zawrócił o 13:30 swoje lotniskowce na zachód. O godz. 15.00 przekazał on Inoue informację, że amerykańskie lotniskowce znajdują się co najmniej 800 km na zachód od zajmowanej przez niego pozycji, w związku z czym przeprowadzenie ataku przez jego samoloty tego dnia mogło okazać się niemożliwe.

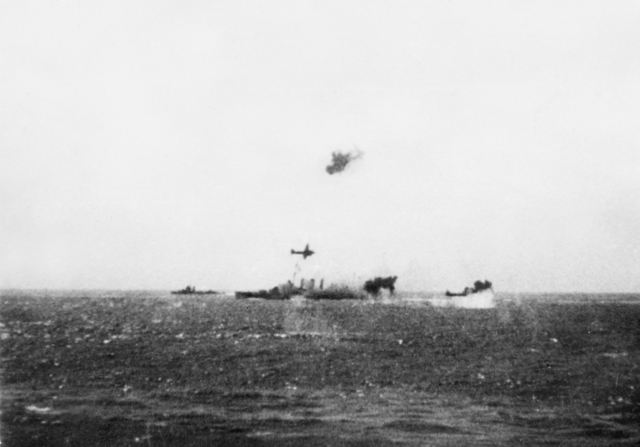
Atakowane przez japońskie samoloty HMAS „Australia” (w środku) oraz TG 17.3 – 7 maja 1942 r.

Sztab Inoue zdecydował więc o skierowaniu dwóch grup samolotów bojowych z bazy w Rabaul, które od rana znajdowały się w powietrzu, w miejsce domniemanej pozycji jednostek Crace’a. Pierwsza grupa składała się z 12 bombowców torpedowych Mitsubishi G4M Typ 1, natomiast druga – z 19 samolotów typu Mitsubishi G3M uzbrojonych w bomby. Obie grupy zlokalizowały i zaatakowały statki Crace’a o godz. 14:30, po czym zameldowały zatopienie pancernika „typu California” oraz uszkodzenie innego pancernika i jednego krążownika. W rzeczywistości okręty Crace’a nie poniosły w wyniku ataku żadnych szkód, co więcej udało im się zestrzelić cztery japońskie samoloty Typu 1. Krótko później trzy amerykańskie B-17 pomyłkowo zrzuciły bomby na jednostki Crace’a, jednak również nie wyrządziły im żadnych szkód.
O godz. 15:26 Crace nadał do Fletchera wiadomość, że nie zdoła wypełnić swojej misji bez wsparcia lotniczego, po czym wycofał się na południe, zajmując pozycję ok. 410 km na południowy wschód od Port Moresby. Dzięki temu oddalił się od japońskich samolotów stacjonujących na lotniskowcach i w bazach lądowych, ale jednocześnie znajdował się na tyle blisko, żeby móc zaatakować każde zgrupowanie sił morskich Japończyków zmierzających poza rejon Luizjadów przez kanał Jomard lub Cieśninę Chińską. Statkom Crace’a brakowało paliwa, a Fletcher utrzymywał stan ciszy radiowej (nie przekazując wcześniej Crace’owi żadnych rozkazów ani wytycznych), w związku z czym Crace nie miał pojęcia o zajmowanej przez Fletchera pozycji, sytuacji czy też jego intencjach.
Krótko po 15:00 „Zuikaku” otrzymał informację od jednego z samolotów rozpoznawczych z bazy na Deboyne, który błędnie donosił, że jednostki Crace’a zmieniły kurs na południowo-wschodni. Sztab Takagiego uznał, że maszyna śledziła lotniskowce Fletchera, wnioskując, że jeśli amerykańskie okręty utrzymają ten kurs, niedługo po zmroku znajdą się w zasięgu Japończyków. Takagi i Hara nakazali rozpoczęcie ataku przez wyselekcjonowaną grupę samolotów, bez eskorty myśliwców, nawet jeśli miałoby to oznaczać, że japońskie maszyny musiałyby wrócić po zmroku.
Chcąc potwierdzić pozycję amerykańskich lotniskowców, Hara wysłał o godz. 15:15 osiem bombowców torpedowych, które miały zlustrować obszar do 370 km na zachód od jego pozycji. Mniej więcej w tym czasie powróciły bombowce nurkujące, które wzięły udział w ataku na USS „Neosho”. Sześciu zmęczonym pilotom, którzy dopiero co wylądowali nakazano wyruszenie na kolejną misję. Wybierając swoje najbardziej doświadczone załogi, Hara wysłał o 16:15 12 bombowców nurkujących i 15 samolotów torpedowych z rozkazem obrania kursu 277° na odległość 520 km. Osiem maszyn rozpoznawczych, które wystartowały kwadrans po 15 osiągnęło swój 370-kilometrowy zasięg poszukiwań, jednak nie wykryły okrętów Fletchera.
O godz. 17:47 TF 17, operujący w rejonie dużego zachmurzenia, 370 km na zachód od pozycji Takagiego, wykrył na radarze zmierzające w jego kierunku japońskie samoloty bojowe, skręcił pod wiatr na południowy wschód, a następnie skierował jedenaście myśliwców typu F4F Wildcat w celu przechwycenia atakujących Japończyków. Dzięki przeprowadzeniu uderzenia na japońską formację z zaskoczenia, Amerykanom udało się zestrzelić siedem bombowców torpedowych i jeden bombowiec nurkujący oraz poważnie uszkodzić kolejny bombowiec torpedowy (który ostatecznie się rozbił) przy stratach własnych w postaci trzech zniszczonych Wildcatów.
Poniósłszy poważne straty, które rozproszyły całą formację, Japończycy podjęli po naradzie radiowej decyzję o zaniechaniu operacji. Japońskie maszyny pozbyły się uzbrojenia i zmieniły kurs na powrotny w kierunku swoich macierzystych lotniskowców. Ponieważ słońce zaszło tego dnia o 18:30, niektóre japońskie bombowce nurkujące napotkały – około godz. 19:00 – w ciemnościach amerykańskie lotniskowce. Nie podjęły jednak walki, a rozpoczęły manewr krążenia, przygotowując się do lądowania na ich pokładach, zanim niszczyciele TF 17 zdołały otworzyć ogień przeciwlotniczy. Około 20:00, TF 17 oraz flota Takagiego znajdowały się w odległości 190 km od siebie. Japońskie okręty włączyły reflektory, aby naprowadzić ocalałe 18 samolotów na swoją pozycję, dzięki czemu o godz. 22:00 maszyny znajdowały się na pokładzie lotniskowców.
W międzyczasie, o 15:18 i 17:18, ocalałej załodze USS „Neosho” udało się nadać do TF 17 dwa komunikaty radiowe, informujące, że powoli tonący wrak okrętu dryfuje w kierunku północno-zachodnim. Jednak komunikat nadany o 17:18 zawierał niewłaściwe koordynaty, co mogło opóźnić późniejsze działania poszukiwawcze tankowca. Informacja ta była niezwykle ważna dla sytuacji Fletchera, ponieważ jedyny znajdujący się w pobliżu skład paliwa dla jego okrętów został zniszczony.
Gdy noc uniemożliwiła prowadzenie dalszych operacji lotniczych, Fletcher nakazał TF 17 skierowanie się na zachód i rozpoczęcie o brzasku przeczesywania rejonu wokół swojej pozycji. Crace także zawrócił w kierunku zachodnim, aby mieć Luizjady w zasięgu ataku. Z kolei Inoue polecił Takagiemu, aby upewnił się, że amerykańskie lotniskowce zostały zniszczone, czym opóźnił inwazję na Port Moresby do 12 maja. Takagi zdecydował się przemieścić pod osłoną nocy swoje lotniskowce 220 km na północ, aby skoncentrować swoje poranne poszukiwania na zachodzie i południu oraz upewnić się, że jego lotniskowce zapewnią lepszą osłonę konwoju przewożącego siły inwazyjne. Z kolei Gotō i Kajioka nie byli w stanie ustawić ani skoordynować swoich okrętów na czas, żeby spróbować nocnego ataku na amerykańską flotę.
Obie strony oczekiwały, że zlokalizują przeciwnika rankiem następnego dnia, w związku z czym noc spędziły na przygotowaniu samolotów do przewidywanej bitwy, podczas gdy ich wyczerpani piloci próbowali złapać kilka godzin snu. W 1972 r. wiceadmirał amerykańskiej marynarki wojennej H. S. Duckworth, po przeczytaniu japońskich dokumentów dotyczących bitwy, stwierdził: „Bez wątpienia, 7 maja 1942 r., okolice Morza Koralowego były najbardziej zagmatwanym obszarem bitwy w historii świata”. Hara powiedział później szefowi sztabu Yamamoto, adm. Matome Ugaki, że był wówczas tak sfrustrowany pechem prześladującym Japończyków 7 maja, że rozważał odejście ze służby w japońskiej marynarce.

### Drugi dzień bitwy

#### Atak na japońskie lotniskowce
8 maja o 06:15, ze swojej pozycji, znajdującej się 190 km na wschód od wyspy Rossel, Hara wysłał siedem bombowców torpedowych w celu przeszukania obszaru o promieniu 460 km i znajdującego się 140–230° na południe od dotychczasowego azymutu japońskich lotniskowców. W poszukiwaniach amerykańskich okrętów uczestniczyły także trzy samoloty patrolowe Kawanishi H6K z bazy na Tulagi oraz cztery samoloty Typu 1 z Rabaul. O godz. 07:00, wzmocniona przez należące do Gotō krążowniki „Kinugasa” i „Furutaka”, grupa uderzeniowa japońskich lotniskowców zmieniła kurs na południowy zachód. Gotō i Kajioka skierowali konwój inwazyjny do punktu zbiorczego 74 km na wschód od wyspy Woodlark, gdzie miał oczekiwać na rezultat starcia lotniskowców obu stron. Ciepły front powietrza z nisko zawieszonymi chmurami, który do tej pory pomagał zamaskować pozycje lotniskowców U.S Navy, przesunął się na północny wschód, okrywając z kolei lotniskowce Japończyków i ograniczając zakres widoczności do 3,6 km (miejscami maksymalna widoczność sięgała 28 km).
O 06:35, TF 17 – operująca pod taktyczną kontrolą Fitcha – wysłała osiem maszyn typu SBD na lot rozpoznawczy obszaru o promieniu 370 km wokół zajmowanej przez siebie pozycji, znajdującej się 330 km na południowy wschód od Luizjadów. Niebo nad amerykańskimi lotniskowcami było tego dnia czyste, a zasięg widzenia sięgał około 31 km.
O godz. 08:20 jeden z bombowców typu Douglas SBD, który wystartował z pokładu USS „Lexington”, pilotowany przez Josepha G. Smitha zauważył przez dziurę w chmurze japońskie lotniskowce i powiadomił o tym dowództwo TF 17. Dwie minuty później dowodzony przez Kenzō Kanno samolot rozpoznawczy z lotniskowca „Shōkaku” zlokalizował pozycję TF 17 i zameldował o tym Harze. Obie floty znajdowały się około 390 km od siebie i obie wysłały przeciwko sobie samoloty bojowe.
O 09:15 japońskie lotniskowce rozpoczęły atak kombinowany z udziałem 18 myśliwców, 33 bombowców nurkujących i 18 samolotów torpedowych, dowodzonych przez komandora porucznika Kakuichi Takahashi. Amerykańskie lotniskowce przyjęły odmienną taktykę, uruchamiając kilka niezależnych od siebie grup uderzeniowych. Grupa, która wystartowała o 09:15 z pokładu USS „Yorktown”, składała się z 6 myśliwców, 24 bombowców nurkujących oraz 9 samolotów torpedowych. Z kolei o godz. 09:25, USS „Lexington” wysłał do ataku 9 myśliwców, 15 bombowców nurkujących i 12 samolotów torpedowych. Natomiast zarówno japońskie, jak i amerykańskie okręty obrały nowe kursy, kierując się z dużą prędkością w stronę przeciwnika, aby skrócić dystans wracającym samolotom.
Dowodzone przez Williama O. Burcha bombowce nurkujące z USS „Yorktown” dotarły w pobliże japońskich lotniskowców o godz. 10:32, lecz nie podjęły samodzielnego ataku, czekając na lecącą wolniej eskadrę samolotów torpedowych. W tym czasie „Shōkaku” i „Zuikaku” znajdowały się w odległości ok. 9100 m od siebie, z tym że „Zuikaku” ukrywał się w środku szkwału deszczowego pod nisko zawieszonymi chmurami. Oba lotniskowce chronione były przez 16 myśliwców typu A6M Zero. O godz. 10:57 amerykańskie bombowce nurkujące rozpoczęły atak od uderzenia na wykonujący gwałtowne manewry „Shōkaku”, zrzucając na okręt dwie 450 kg bomby, które rozerwały forkasztel oraz dokonały znacznych zniszczeń pokładów startowego i hangarowego. Z kolei pociski odpalone przez samoloty torpedowe chybiły celu. Podczas uderzenia zestrzelone zostały dwa amerykańskie bombowce nurkujące oraz dwa japońskie myśliwce typu A6M Zero.
Maszyny, które wystartowały z pokładu USS „Lexington” zaatakowały japońskie okręty o godz. 11:30. Dwa bombowce nurkujące uderzyły na „Shōkaku”, który został trafiony jedną 450 kg bombą, powodując dalsze zniszczenia. Dwa inne bombowce obrały za cel „Zuikaku”, jednak żadna z ich bomb nie trafiła w lotniskowiec. Pozostałe amerykańskie samoloty nie były w stanie wypatrzyć japońskich okrętów w nisko zawieszonych chmurach. Należące do USS „Lexington” samoloty torpedowe TPD wystrzeliły „na ślepo” 11 pocisków, w kierunku domniemanej pozycji „Shōkaku”, jednak wszystkie spudłowały. Natomiast trzynaście patrolujących przestrzeń powietrzną myśliwców typu Zero zestrzeliło podczas ataku trzy amerykańskie Wildcaty.
Ze względu na duże zniszczenia pokładu startowego oraz 223 zabitych lub rannych członków załogi okrętu, „Shōkaku” nie był w stanie prowadzić dalszych działań bojowych. Jego kapitan, Takatsugu Jōjima, poprosił więc Takagiego i Harę o pozwolenie na opuszczenie obszaru walk, na co uzyskał zgodę. O godz. 12:10, „Shōkaku”, eskortowany przez dwa niszczyciele, skierował się na północny wschód.